# Baila Conmigo (álbum de Rita Lee e Roberto de Carvalho)
Baila Conmigo é um álbum de estúdio da cantora brasileira Rita Lee e do multi-instrumentista brasileiro Roberto de Carvalho. Foi lançado em 1983 pela EMI Records. O disco traz versões de sucessos da artista em castelhano, e foi lançado, segundo Lee, a pedido de fãs do mercado exterior. Foi produzido por Rita e Roberto, e coproduzido por Guto Graça Mello. Mello já havia trabalhado com o casal anteriormente, produzindo os dois discos homônimos de Lee – também conhecidos como Mania de Você (1979) e Lança Perfume (1980).
O álbum foi lançado, majoritariamente, em países de língua espanhola. No entanto, recebeu uma cópia promocional no Japão e um lançamento nos Estados Unidos e no Panamá pela Odeon Records.

## Lista de faixas
Todas as faixas escritas e compostas por Rita Lee e Roberto de Carvalho, exceto "Baila Conmigo" e "Dulce Vampiro", compostas somente por Lee. Versões em espanhol escritas por Ray Girado. 
| Lado um |                                |         |  |
| N.º     | Título                         | Duração |  |
| 1.      | "Baila Conmigo" (Baila Comigo) | 3:44    |  |
| 2.      | "No Sé Olvidarte" (Mutante)    | 3:15    |  |
| 3.      | "Atlántida" (Atlântida)        | 4:09    |  |
| 4.      | "Pide Más" (Chega Mais)        | 4:26    |  |
| 5.      | "Caso Serio" (Caso Sério)      | 4:01    |  |

| Lado dois      |                                    |         |  |
| N.º            | Título                             | Duração |  |
| 6.             | "Manía de Tí" (Mania de Você)      | 3:55    |  |
| 7.             | "Dulce Vampiro" (Doce Vampiro)     | 3:37    |  |
| 8.             | "Baño de Espuma" (Banho de Espuma) | 3:14    |  |
| 9.             | "Corré-Corré" (Corre-Corre)        | 3:32    |  |
| 10.            | "Lanza Perfume" (Lança Perfume)    | 3:40    |  |
| Duração total: | Duração total:                     | 34:48   |  |

## Ficha técnica
Fonte:
Produção musical
- Rita Lee – produção
- Roberto de Carvalho – produção, mixagem
- Guto Graça Mello – coprodução
- Célio Martins – engenharia de som
- John Luonga – mixagem (Sigma Sound Studios, Nova Iorque)

Produção gráfica
- Roy Kohara e John O' Brien – projeção
- Phil Fewsmith – fotografia